# Пески (Бобровицкая городская община)
Пе́ски (укр. Піски) – село, расположенное на территории Бобровицкого района Черниговской области (Украина).
Население составляет 712 жителей (2006 год). Плотность населения — 189,63 чел/кв.км.
Впервые упоминается в 1650 году.
Село Пески находится примерно в 18 км к югу от центра города Бобровица. Средняя высота населённого пункта — 126 м над уровнем моря. Село находится в зоне умеренно континентального климата.
Национальный состав представлен украинцами, конфессиональный состав — христианами.
В этом селе родился Павло Тычина, украинский поэт и государственный деятель.

## История
Точная дата основания села неизвестна. Вероятно, село было основано в середине XVII века в период Национально-освободительной войны под предводительством Б. Хмельницкого 1648—1657 гг.
Согласно "Генерального следствия о маетностях Переяславского полка" в 1730 году село Пески (25 дворов) вместе с поселением Басанью было свободным и им никто не владел.
Жители Песок — крестьяне и казаки — занимались земледелием, садоводством, огородничеством, скотоводством, различными промыслами. Крестьяне должны были, кроме общегосударственных повинностей, отбывать «послушенство» (различные повинности в пользу казацкой старшины), выплачивать натуральную и денежную ренту. На протяжении второй половины XVII—XVIII в. положение крестьян заметно ухудшилось. Воспользовавшись этим, старшина скупала у них земельные участки. Согласно сведениям 1767 г., генеральному бунчужному Я. Тарновскому принадлежало здесь 100 десятин земли, около 100 голов скота, винокурня.
До 1783 года село входило в Басанскую сотню Переяславского полка. Относилось к категории «ранговых сел», которые давались гетманом и царем козацкой старшине «на ранг», как награда за службу.
В конце XVIII в. в Песках насчитывалось 389 душ мужского пола государственных крестьян, 115 — казаков и 40 — крепостных.
В 1782 г. Пески вошли в состав Киевского наместничества, в 1797 г. — Малороссийской губернии, а с 1802 г. — Новобаеанской, затем — Щасновской волости Козелецкого уезда Черниговской губернии.
Население Песок в первой половине XIX в. росло медленно.
По данным 1852 года основную его категорию, как и прежде, составляли государственные крестьяне — 425 душ мужского пола. На каждую ревизскую душу приходилось около 2 десятин земли. Государственные крестьяне, кроме оброчных платежей, отбывали подводную, постойную, дорожную и другие повинности. Вторую значительную категорию населения Песок составляли казаки — 110 душ мужского пола. По своему правовому и экономическому положению они почти не отличались от государственных крестьян. Крепостных в Песках насчитывалось всего 16 душ мужского пола. Все они принадлежали мелкопоместным дворянам Лащинским (герба Ларыша), потомкам Леонтия Лащинского, сотника Красноколядинского. Всего в селе проживало 24 представителя привилегированных сословий — дворян и духовенства.
На 1897 год — 414 дворов, 2309 жителей, деревянная Троицкая церковь (1887), сельская школа, которую окончил поэт Павел Тычина.